# Bernd Schlesinger
Bernd Schlesinger (* 1959) ist ein deutscher Volleyballtrainer.

## Hallen- und Beachvolleyball
Zwischen 1983 und 1991 war Schlesinger in Niedersachsen in der Nachwuchsarbeit tätig. Ab 1984 war er Niedersächsischer Landestrainer. Von 1988 bis 1993 hatte er das Amt des Assistenztrainers der deutschen Junioren-Nationalmannschaft inne. 1991 errang er als Trainer der Frauen des TV Fischbek den Regionalliga-Meistertitel und damit den Aufstieg in die 2. Bundesliga. Am 1. Dezember 1991 trat er das Traineramt beim 1. VC Hamburg, Nachfolgemannschaft des Hamburger LSV, an, nachdem er zuvor Co-Trainer der Mannschaft gewesen war. 1992 führte er die Hamburger zum Gewinn des DVV-Pokals.
Nachdem der 1. VC Hamburg wirtschaftlich am Ende war, wechselte er 1994 zum 1. SC Norderstedt. Ab 1995 war Schlesinger sieben Jahre Sportlicher Leiter des Volleyball-Internats in Frankfurt-Hoechst. Im März 1999 errangen die von  ihm betreuten Junioren bei der WM in Polen überraschend die Silbermedaille.
Von 2004 bis 2010 trainierte der beim Unternehmen Beiersdorf AG beruflich beschäftigte Schlesinger die Männer des Oststeinbeker SV, mit denen er 2005 in die 1. Bundesliga aufstieg, nach einem Jahr Erstklassigkeit jedoch wieder in die 2. Bundesliga abstieg.
Nach einem halben Jahr Trainerpause wurde der zusätzlich als Leiter des Hamburger Beachvolleyball-Bundesstützpunkts tätige Schlesinger Ende Januar 2011 Co-Trainer des Männer-Zweitligisten SVG Lüneburg. Er übernahm zusätzlich die Aufgabe des Sportlichen Leiters und war in diesem Ämter am Bundesliga-Aufstieg 2014, am Erreichen der Endspiele um den DVV-Pokal in den Jahren 2015 und 2019 sowie der Meisterschaftshalbfinals 2015, 2016 und 2019 beteiligt.
Parallel zur Hallentrainertätigkeit betreute Bernd Schlesinger lange Zeit die Beachvolleyball-Nationalteams Stephanie Pohl/Okka Rau und Julius Brink/Christoph Dieckmann. 2014 wurde er Trainer von Markus Böckermann/Lars Flüggen, mit denen er sich für die Olympischen Spiele in Rio de Janeiro qualifizierte.

## Zeit als Aktiver
Vor seiner Zeit als Volleyballspieler war Schlesinger Leichtathlet. 1978 belegte er als Zehnkämpfer bei den Deutschen Meisterschaften der A-Jugend den sechsten Platz. Als Mitglied des bundesdeutschen B-Kaders trainierte er unter anderem mit Größen wie Jürgen Hingsen, Siegfried Wentz und Guido Kratschmer. Sein damaliger Leichtathletiktrainer brachte ihn zum Volleyball. Schlesinger widmete sich der Ballsportart, nachdem er beim Stabhochsprung eine Sprunggelenksverletzung erlitten hatte.